# Школьный стрелок
«Шко́льный стрело́к» — отменённый российский художественный фильм Екатерины Шатровой и по мотивам романа Стивена Кинга «Ярость», снятый под влиянием инцидента в московской школе № 263 в феврале 2014 года. Фильм снят студией «Другие» совместно со студией «В месте». Съёмочный период завершён в 2015 году, однако по состоянию на январь 2022 года фильм всё ещё находится на стадии постпродакшн.

## Сюжет
Фильм о доведённом до отчаяния подростке, который решает разобраться со своими проблемами, принеся оружие в школу. Это приводит к непредсказуемым последствиям.

## В ролях
| Актёр                 | Роль                                    |
| --------------------- | --------------------------------------- |
| Павел Генинг          | Макс Цветков                            |
| Пётр Шатров           | Макс Цветков в детстве                  |
| Татьяна Буланова      | мать Макса Цветкова                     |
| Андрей Балякин        | отец Макса Цветкова                     |
| Даша Бондаренко       | Мария Ланская                           |
| Валентин Мухрев       | Влад Орлов                              |
| Александр Ломинский   | отец Влада Орлова                       |
| Инна Горбачёва        | мать Влада Орлова                       |
| Антон Чечевичкин      | Вова Бочаров «Боча»                     |
| Ярослав Гарнаев       | Пётр Стеклов                            |
| Давид Шония           | Рафа                                    |
| Глеб Самойлов         | прохожий                                |
| Александр Красовицкий | учитель литературы                      |
| Александр Иванов      | врач-психиатр                           |
| Дария Ставрович       | больная в психиатрической больнице      |
| Дмитрий Олейник       | Илья Хованский                          |
| Антон Павлов          | брат Ильи Хованского                    |
| Дмитрий Алмазов       | футбольный тренер                       |
| Роман Санников        | Лёня Дидык                              |
| Карина Обоимова       | Крис                                    |
| Марианна Мартиросян   | Марго                                   |
| Павел Стукалов        | Рома Беспалов                           |
| Марина Гусинская      | Ксения Астахова                         |
| Александра Литовко    | ученица                                 |
| Дарья Соколова        | ученица                                 |
| Анна Хрусталёва       | психолог                                |
| Илья Алайба           | полицейский                             |
| Сергей Востриков      | полицейский                             |
| Олег Дронов           | друг отца Макса Цветкова                |
| Станислав Ибалаков    | парень на вечеринке                     |
| Виктор Каминский      | санитар в психиатрической больнице      |
| Илья Туз              | больной в психиатрической больнице      |
| Илья Шерстобитов      | главный врач в психиатрической больнице |

## Съёмки фильма
Идею фильма режиссёрам предложили старшекурсники ГИТИСа, поставившие студенческий спектакль по роману Стивена Кинга «Ярость», который он написал в 1977 году под псевдонимом Ричард Бахман.
На создателей фильма большое влияние оказали февральские события в московской школе № 263, которые, по словам режиссёра, в точности повторяют сюжет романа Кинга. «Даже отдельные фразы героя очень похожи на то, что говорил на допросе „школьный стрелок“».
Съёмки фильма начались в апреле 2014 года, съёмочная команда состояла из 50 человек. Съёмки проходили урывками и растянулись почти на год. Весной 2015 года, когда большая часть материала была отснята, процесс был прерван из-за творческих разногласий, и перерыв в итоге затянулся до того, что намеченную на 1 сентября 2015 года премьеру пришлось отложить. В этот период продюсеры, отсмотрев отснятый материал, решили переснять ряд эпизодов и доснять новые сцены. Досъёмки прошли в апреле 2016 года.
Идею фильма поддержали многие известные музыканты. Они предоставили свою музыку для фильма и сыграли в нём эпизодические роли.
Маму «школьного стрелка» играет певица, заслуженная артистка России, Татьяна Буланова, в роли отца — актёр Андрей Балякин. Александр Красовицкий, фронтмен группы «Animal ДжаZ» сыграл школьного учителя.
Также в эпизодах принимали участие: певец Александр Ломинский, музыканты — Глеб Самойлов (гр. The Matrixx), Александр (Чача) Иванов (гр. «НАИВ»), Антон Пух Павлов (гр. F.P.G.), Дария (Нуки) Ставрович (гр. «Слот», «Нуки»), Леонид Максимов (гр. «Линда», ex-«Маврин», ex-«КОRSИКА»), Дмитрий Алмазов (DJ Bobina).

## Песни, входящие в официальный саундтрек фильма
- «Ложь» группы «Animal ДжаZ»[5]
- «Космический десант» группы The Matrixx
- «20 лет одиночества» группы «Наив»
- «Реальность» Дарии «Нуки» Ставрович
- «Думай» группа F.P.G.
- «Ярость» группы «КОRSИКА»

На эти песни сняты музыкальные клипы с кадрами из фильма.